# ネブラスカ州

ネブラスカ州
State of Nebraska

州の愛称: トウモロコシの皮をむく（人の）州
Cornhusker State州のモットー: 法の下の平等
Equality before the law

ネブラスカ州（ネブラスカしゅう、英: State of Nebraska [nᵻˈbræskə] ( 音声ファイル)）は、アメリカ合衆国の中西部にある州。州都はリンカーンで、最大の都市は州の東端にあるオマハ市（2020年国勢調査時点での人口486,051人）である。州の総人口は1,961,504人（2020年国勢調査）で全米第37位。その6割以上は、オマハ・リンカーン両市、もしくはその郊外に集中している。
北はサウスダコタ州に、東側はアイオワ州とミズーリ州に、西側はワイオミング州とコロラド州に、南側はカンザス州に接している。東側の州境にはミズーリ川が流れている。
州の大部分は平坦なグレートプレーンズに属しており、西部にはスコッツブラフ、チムニー・ロックなど巨大な岩がある。
アメリカ合衆国を構成する50州の中で唯一、州議会が一院制である。
| 家庭で話される言語（ネブラスカ州） 2010 | 家庭で話される言語（ネブラスカ州） 2010 | 家庭で話される言語（ネブラスカ州） 2010 | 家庭で話される言語（ネブラスカ州） 2010 | 家庭で話される言語（ネブラスカ州） 2010 |
| --------------------------------------- | --------------------------------------- | --------------------------------------- | --------------------------------------- | --------------------------------------- |
|                                         |                                         |                                         |                                         |                                         |
| 英語                                    | 英語                                    |                                         | 90.45%                                  | 90.45%                                  |
| スペイン語                              | スペイン語                              |                                         | 6.26%                                   | 6.26%                                   |

| 人種構成（ネブラスカ州） 2010 | 人種構成（ネブラスカ州） 2010 | 人種構成（ネブラスカ州） 2010 | 人種構成（ネブラスカ州） 2010 | 人種構成（ネブラスカ州） 2010 |
| ----------------------------- | ----------------------------- | ----------------------------- | ----------------------------- | ----------------------------- |
|                               |                               |                               |                               |                               |
| 白人                          | 白人                          |                               | 82.1%                         | 82.1%                         |
| ヒスパニック                  | ヒスパニック                  |                               | 9.2%                          | 9.2%                          |
| 黒人                          | 黒人                          |                               | 4.5%                          | 4.5%                          |
| アジア系                      | アジア系                      |                               | 1.8%                          | 1.8%                          |
| インディアン                  | インディアン                  |                               | 1.0%                          | 1.0%                          |
| 混血                          | 混血                          |                               | 2.2%                          | 2.2%                          |

## 州名の由来
ネブラスカとは、古代オトー語のÑí Brásge（発音|ɲĩbɾasꜜkɛ|、現代オトー語Ñí Bráhge）、あるいはオマハ語のNí Btháska（発音|nĩbɫᶞasꜜka|）から来ているとされており、いずれも州内を流れるプラット川に因み「静水」を意味している。

## 歴史

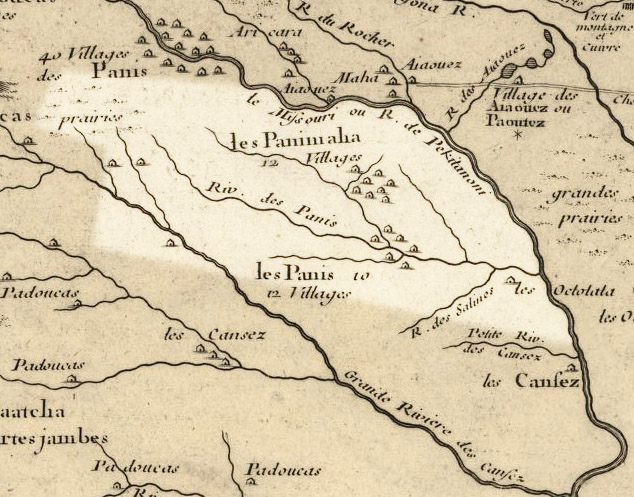
1718に制作されたギローム・ド・ライルの地図、後のネブラスカ州となった場所をハイライトで示す。

ネブラスカ州となった地には川沿いを中心に数千年前から様々な文化を持った先住民族が住んでいた。インディアン部族としては、オマハ族、ミズーリア族、ポンカ族、ポーニー族、オトー族、さらにはラコタ族（スー族）の様々な支族が知られている。
1804年から1806年にかけて行われたルイス・クラーク探検隊よりもさらに前に、フランス系カナダ人の探検家（1739年のマレー兄弟など）が現在のニューメキシコ州サンタフェでの交易に向かう途中でこの地域を横切った。その後、スペインが地域の領有を宣言していた。
1819年、アメリカ合衆国はミズーリ川よりは西で最初の陸軍拠点として、現在のフォートカルフーンのすぐ東にアトキンソン砦を設立した。その後西部への移住が進んだので、この砦は1827年に放棄された。
1848年にカリフォルニア・ゴールドラッシュが起こるまで、ヨーロッパ系アメリカ人による開拓はそれほど広がってはいなかった。カンザス・ネブラスカ法が1854年5月28日に法律として制定され、5月30日には北緯40度線を境として、ネブラスカ準州とカンザス準州が設立された。ネブラスカ準州の州都はオマハだった。この時のネブラスカ準州には現在のコロラド州、ノースダコタ州、サウスダコタ州、ワイオミング州およびモンタナ州の部分が含まれていた。
1860年代、アメリカ合衆国政府がインディアンにその土地を割譲させ、居留地への移住を強制した後、広大な土地がヨーロッパ人とアメリカ人による農地開発のために開放された。ホームステッド法の下で、多くの新しい開拓者が域内に入り、無償の土地の権利を認められた。プレーリーにはほとんど樹木が自生していなかったので、オマハ族などインディアンが行っていたように初期の農家は芝土の家を建てた。移住者の最初の波だけで州昇格を申請するだけの人口が集まった。

ネブラスカ州中部の開拓者、1886年撮影

1867年3月1日、合衆国37番目の州としてネブラスカ州が成立し、州都はオマハから中心部のランカスターに変えられ、ランカスターはその2年前に暗殺されたアメリカ合衆国大統領エイブラハム・リンカーンに因んでリンカーン市と改名された。
1870年代から1880年代のネブラスカ州は人口が大きく増加した。新しい住人を惹き付ける幾つかの要素があった。まず広大なプレーリーは牛の放牧に最適だった。このことで開拓者が見知らぬ土地の地形に慣れることができた。第2に幾つかの農業技術が発明されたことがあった。有刺鉄線、風車、鉄製の鋤などが発明され、良好な気候と組み合わされて、最良の農地に変えることができた。1880年代までにネブラスカ州の人口は45万人以上にまで膨れあがった。
アーバーデイの休日はネブラスカ州で始められた。全国アーバーデイ基金は現在でもネブラスカシティに本部を置いており、リンカーン市にも事務所がある。
19世紀後半、グレートマイグレーションの一部としてアメリカ合衆国南部からネブラスカ州に多くのアフリカ系アメリカ人が移ってきた。その主要な行き先は食肉加工、鉄道などの産業で労働者階級の職があったオマハ市だった。オマハでは昔から公民権運動を行ってきた歴史があった。黒人は、オマハでも他のアメリカ人、特に最近移住して来て同じ職で競合したヨーロッパ系移民から差別を受けた。1912年、アフリカ系アメリカ人は市や州での生活条件を改善するために、全米黒人地位向上協会のオマハ支部を設立した。その活動は現在も続いている。
1960年代以降、インディアンの活動が増加してきた。その形態は州や地方政府との同盟関係を構築するための抗議活動があれば、また部族の制度やインフラを構築するための緩りとした広範な活動もある。連邦政府に認知された部族のインディアンは、自治、主権および認知について圧力を掛けてきている。その文化を保存するためのコミュニティ学校やカレッジ、大学を創設してきた、地域問題では部族の政治家が州や郡の役人とも協業してきた。

## 地理
参照：List of Nebraska rivers

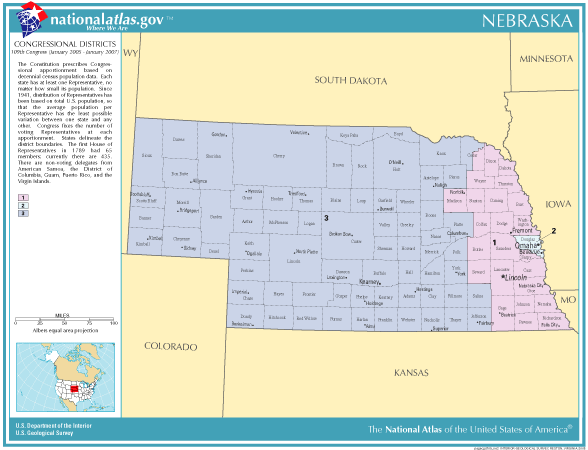
ネブラスカ州の地図。

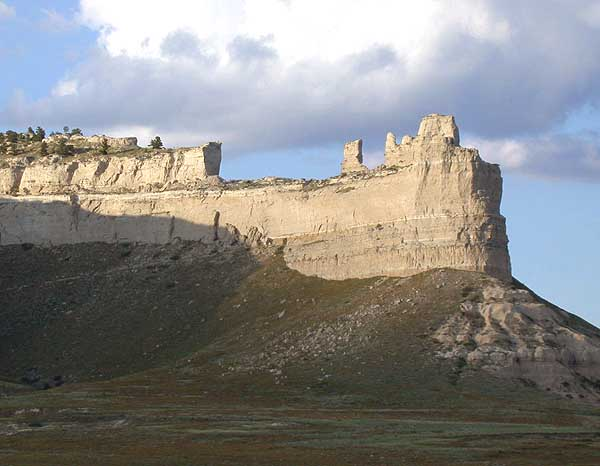
スコッツブラフ

ネブラスカ州は北部でサウスダコタ州、ミズーリ川を超えて東部でアイオワ州及びミズーリ州、南部でカンザス州、南西部でコロラド州、並びに西部でワイオミング州と隣接している。ネブラスカ州は93郡で構成される。また、ロッキー山脈の東手前にあるフロンティア・ストリップと呼ばれる6州の中央にある。州東部は中部時間帯、西部は山岳部時間帯に入り、州内に2つの時間帯がある。3つの大河が州内を東西に横切っている。ノースプラット川とサウスプラット川が合流するプラット川はその中央を流れ、ナイオブララ川が北部を、レパブリカン川が南部を流れている。
ネブラスカ州は2つの主要な地域、開析漂礫土平原及び「大平原（グレートプレーンズ）」から成っている。ネブラスカ州の最東端は氷期の氷河によって削り取られ、開析漂礫土平原は氷河が後退した後に現れた地形である。この開析漂礫土平原はなだらかに起伏して続く丘陵地帯であり、オマハ及びリンカーンはこの地帯内に位置している。
グレートプレーンズはネブラスカ州西部の大部分を占めており、そこは肥沃なプレーリー土に恵まれる。グレートプレーンズ自身、サンドヒルズ、パインリッジ、レインウォーターベイスン、ハイプレーンズ、並びにワイルドキャットヒルズを含む、多数の細かな部分、多様な地域から成り立っている。標高5,424フィート (1,653m) のパノラマポイントがネブラスカ州の最高地点である。コロラド州とワイオミング州との州境近くにあり、比較的周りとの標高差が小さいので、名前や標高ほどのものはない。

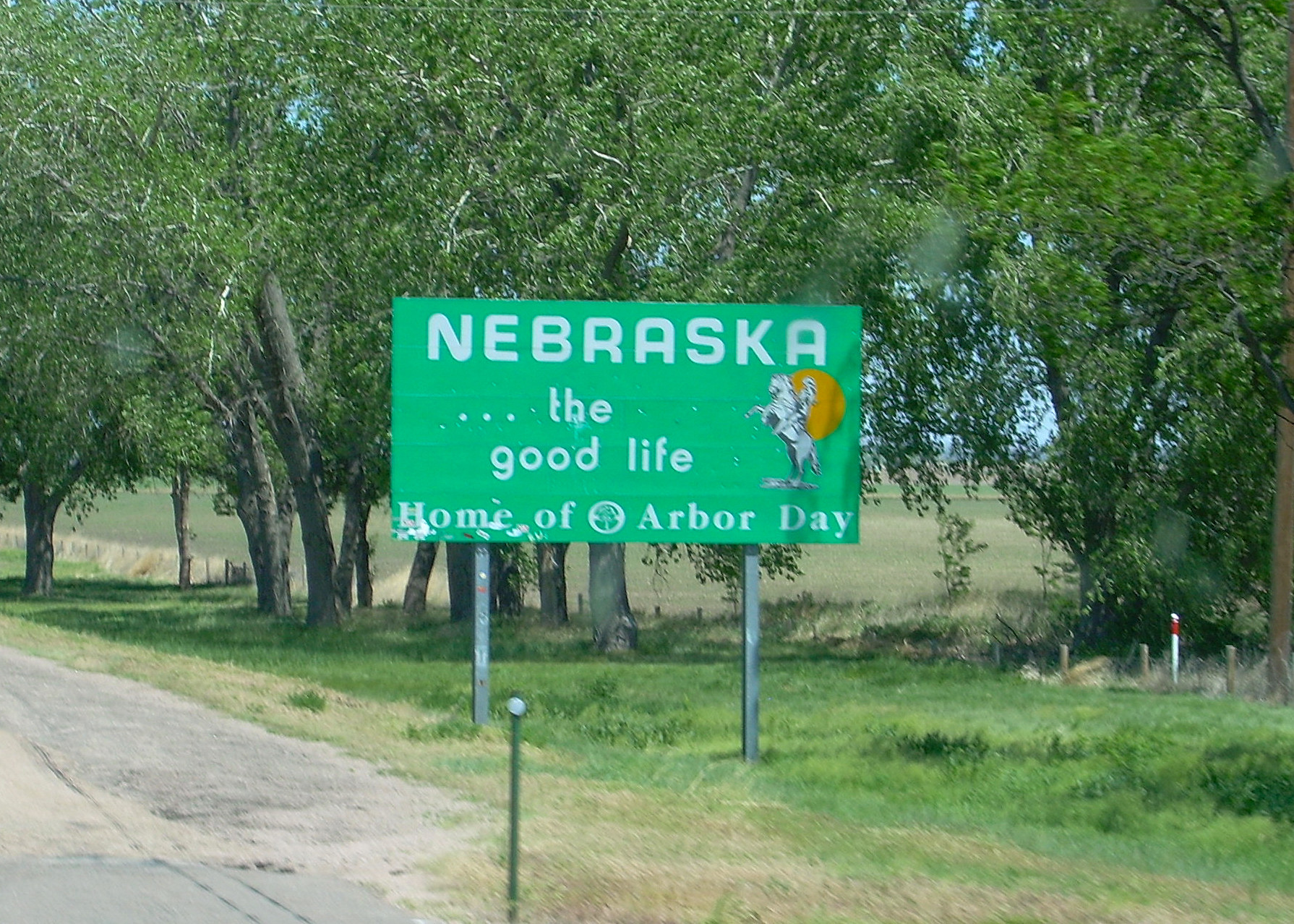
州間高速道路76号線のコロラド州境にある歓迎看板。

過去のネブラスカ州の観光標語は「西部の起点（Where the West Begins）」であったが、これは
- ミズーリ川
- リンカーン市の13番街及びO通りの交差点（星形の赤レンガが目印）
- 西経100度線
- チムニーロック国立史跡

など「西部」への入り口となった場所があることから選ばれた言葉だった。ネブラスカ州は大洋と接しておらず、周りの州も同様であり、またその周りの州も同様という具合に、3重の内陸州である。

### 連邦政府の管理地
国立公園局の管理下にある地域は以下の通りである。
- アガテ化石床国立保護区（ハリソン近郊）
- カリフォルニア国立歴史道
- チムニーロック国立歴史史跡（ベイアード近郊）
- ホームステッド・アメリカ国立保護区（ビーアトリス）
- ルイス・クラーク国立歴史道
- ミズーリ国立レクリエーション河川（ポンカ近郊）
- モルモン開拓者国立歴史道
- ナイオブララ国立景観河川（バレンタイン近郊）

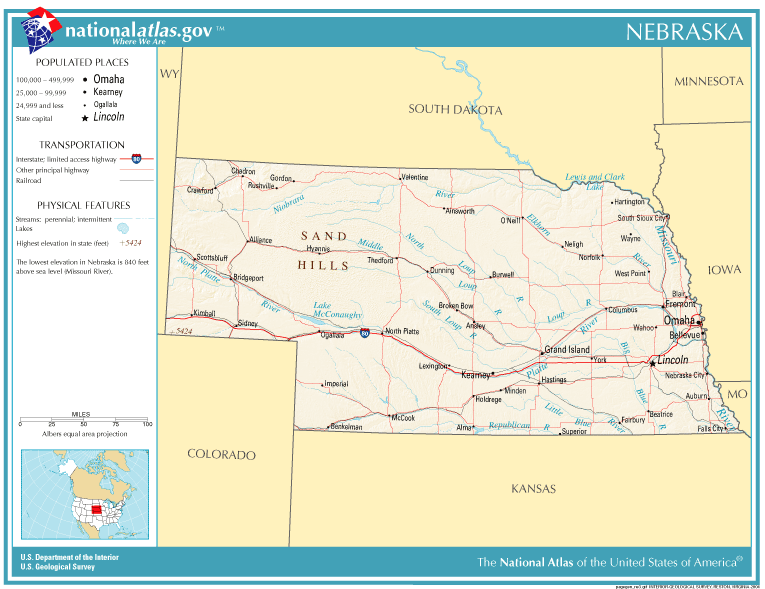
ネブラスカ州詳細図。

- オレゴン国立歴史道
- ポニー・エクスプレス国立歴史道
- スコッツブラフ（ゲリング）

国立森林局が管轄する地域は以下の通りである。
- ネブラスカ国立の森
- オグララ国立草原
- サミュエル・R・マッケルビー国立の森

### 気候
ネブラスカ州は2つの気候区分に分かれ、季節による寒暖差が激しいことで知られる。東部は湿潤大陸性気候（ケッペンの気候区分Dfa）であり、西部は亜乾燥気候（同BSk）である。州全体で気温や降水量に季節変動がある。平均気温は州全体で均一に近く、暑い夏と概して冷涼な冬が特徴であるが、年間平均降水量は州南東隅での31.5インチ (800 mm) から、西端部の回廊地帯での13.8インチ (350 mm) まで、東から西に移るに従って少なくなる。湿度も東から西に移るとかなり低くなる。降雪量は州全体でほぼ均一であり、年間25ないし35インチ (65 ないし90 cm) である。過去最高気温は1936年7月2日にミンデンで記録された118°F (48 ℃)、過去最低気温は1899年2月12日にキャンプクラークで記録された-47°F (-44 ℃) である。
ネブラスカ州は竜巻道に入っている。地元ではハリケーンはないがトルネードは突然来ると言われている。雷雨は春と夏に多く、激しい雷雨と竜巻は春と夏に起こることが多いが、秋でも起こることがある。ロッキー山脈からのチヌーク風が冬季に州西部の気温を一時的に和らげることがある。

## 人口動勢
2020年国勢調査時点でのネブラスカ州の人口は1,961,504人で、2010年国勢調査から135,163人、7.40%増加した。
ネブラスカ州の人口重心はポーク郡シェルビー付近である。

### 人種と民族
ネブラスカ州の人種構成は以下の通りである。
- 87.3% 白人
  - ドイツ系 38.6%
  - アイルランド系 12.4%
  - イングランド系 9.6%
  - チェコ系 5.5%
  - スウェーデン系 4.9%
- 5.5% ヒスパニック
- 4% 黒人
- 0.9% インディアン
- 1.4% 混血

2004年時点で、ネブラスカ州には約84,000人の外国生まれの住民（人口の4.8%）が住んでいる。
チェコ系アメリカ人と非モルモン・デンマーク系アメリカ人の構成比は国内でも最大である。州内の大半、特に東部の郡ではドイツ系アメリカ人が最大の民族集団である。サーストン郡はオマハ族とウィネバゴ族の居留地があり、インディアンの人口が過半数となっている。バトラー郡はチェコ系アメリカ人が最大構成比となっていることでは、国内に2つしかない郡の1つである。

### 田園部の過疎化

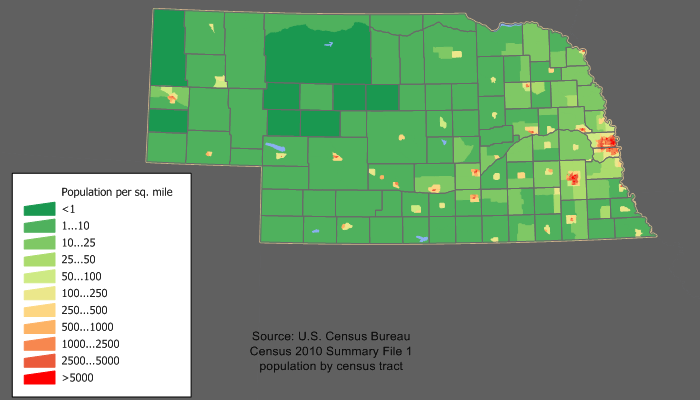
ネブラスカ州の人口密度図。

ネブラスカ州の都市の89％が人口3,000人未満である。中西部のカンザス州、オクラホマ州、南北ダコタ州およびアイオワ州も同様な傾向にある。数多い町は人口1,000人未満である。田園部人口の減少によって多くの学校は統合を余儀なくされている。
93郡のうちの53郡は1990年から2000年の間に人口が減っており、その減少率は0.06％のフロンティア郡から17.04％のヒッチコック郡まである。
都市部はかなり成長している。2000年のオマハ市の市域人口は390,007人であったが、エルクホーン市を合併した後の2005年推計は427,872人と6.3％増加していた。2010年国勢調査では408,958人と減少したものの、2020年国勢調査時点では486,051人と、大きく（+18.85%）人口を増加させた。リンカーン市の場合、2000年で225,581人、2010年で258,379人（+14.54%）、2020年で291,082人（+12.66%）と成長を遂げた。

### 宗教
ネブラスカ州住民の信じる宗派による構成比は以下の通りである。
- キリスト教 –90%
  - プロテスタント –61%
    - ルター派教会(アメリカ福音ルター派教会など) –16%
    - メソジスト –11%
    - バプテスト –9%
    - 長老派教会 –4%
    - 他のプロテスタント –21%

  - ローマ・カトリック –28%
  - 他のキリスト教 –1%
- 他の宗教 –1%
- 無宗教 –9%

## インディアン部族

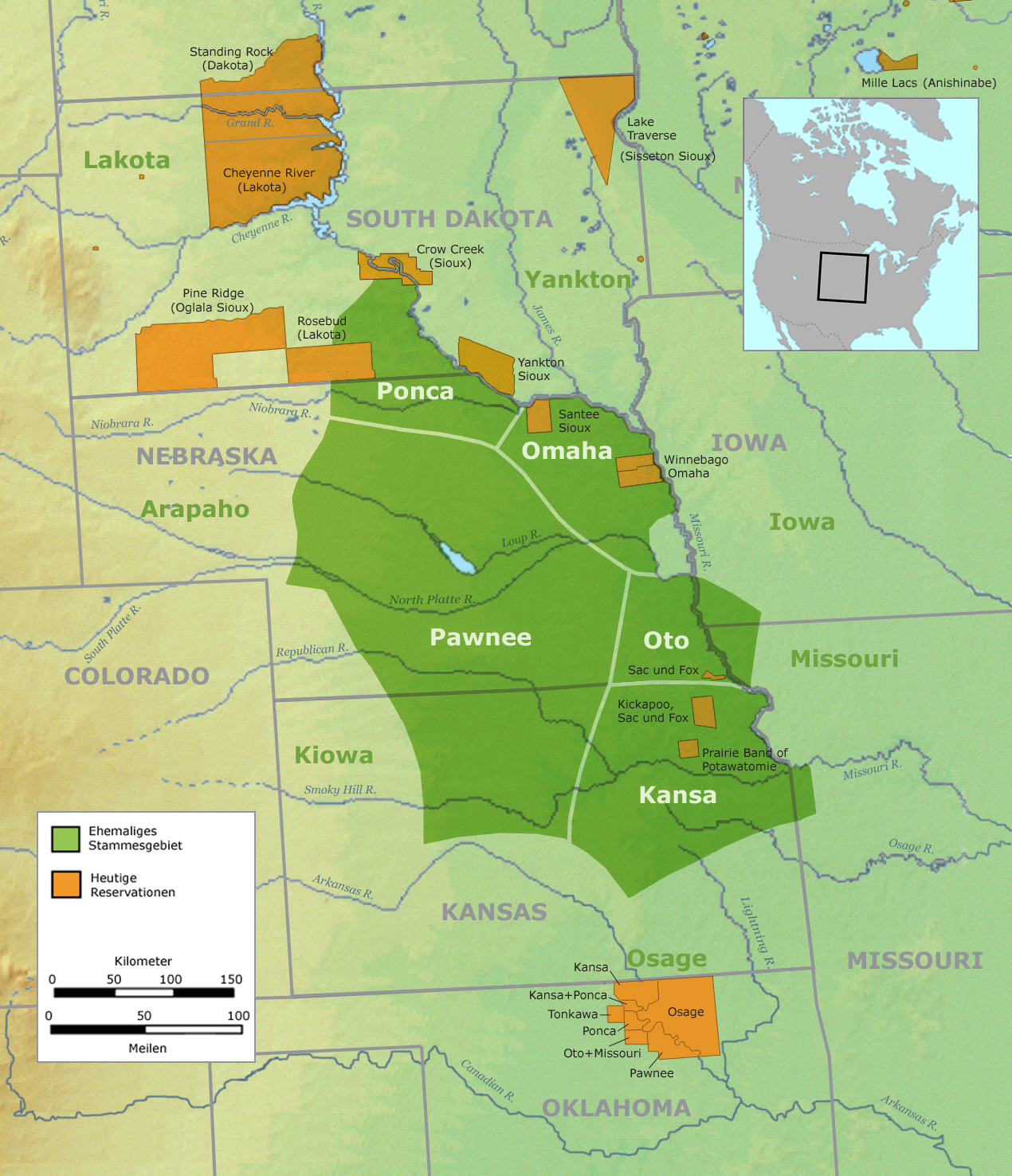
ネブラスカ州のかつてのインディアン部族の勢力図（緑色）。ポンカ族、ポーニー族、オート族、アラパホー族は19世紀にオクラホマ州や他州へ強制移住させられた。橙色の部分が現在の各部族の保留地。北部ポンカ族はこの地図の作成時には「絶滅していた」ので、保留地はこの図に反映されていない。

ポンカ族は1877年に、インディアン移住法によってオクラホマ州へ徒歩で強制移住させられ、1/3の部族員が死んだ。これに対し、マチュナーザー（スタンディング・ベアー）酋長らがネブラスカへ逃亡し逮捕された。マチュナーザーはオマハ族とともにインディアン強制移住の違憲提訴を行い、1879年にインディアン部族に対する強制移住違法の最高裁判決を勝ち取った。こうして以後、ポンカ族は同州とオクラホマ州の2部族に分断されることとなった。
この最高裁判決は、初めて「インディアンは人間である」と文言に明記された歴史的な合衆国判決である。つまり、それ以前のアメリカ合衆国では、インディアンは法的に人間ではなかったのである。
こうして同州に帰ることのできた北部ポンカ族であるが、限界集落化し、1950年代から始まった「インディアン絶滅政策」の中で、1962年に認定を取り消され最後の「絶滅部族」のひとつとなってしまった。アメリカ連邦政府の公認解除によって連邦条約上の権利はすべて剥奪され、保留地も「保留を解消」され没収された。その後、粘り強い再認定要求によって1990年に再び部族認定され、インディアン部族として「復活」している。
ウィンネバーゴ族はもともと五大湖地方のインディアンであるが、19世紀にこの地に強制移住させられてきた。現在、アメリカ連邦政府が公式認定し、保留地を領有しているインディアン部族は4つ。
≪アメリカ連邦政府によって公認されているインディアン部族≫
- 北部ポンカ族
- オマハ族
- サンテ・スー族（ダコタ族）
- ウィンネバーゴ族

### インディアン・カジノ
同州では、ウィンネバーゴ族が「鉄の馬のバー&カジノ」、サンテ・スー族が「オヒヤ・カジノ」を営業している。
ウィンネバーゴ族は、隣州のアイオワ州でも「ウィンナ・ベガス・カジノ」を営業している。オマハ族もアイオワ州で「カジノマハ」（1992年開設）を営業していたが、州政府の物言いと周辺の白人カジノの競合のあおりを受けた営業不振のため、2009年7月1日に営業を停止した。
2008年12月、連邦政府は、北部ポンカ族の、ネブラスカとアイオワの州境にある、カーター湖畔での部族カジノ開設計画に対して協約違反があるとして不許可裁定を下した。北部ポンカ族はこの5エーカー（20235㎡）の土地を1999年に医療施設目的として購入したが、2003年に「全米インディアンカジノ委員会」によってカジノ開設が認められていた。北部ポンカ族は抗告中である。

## 主要な都市と町

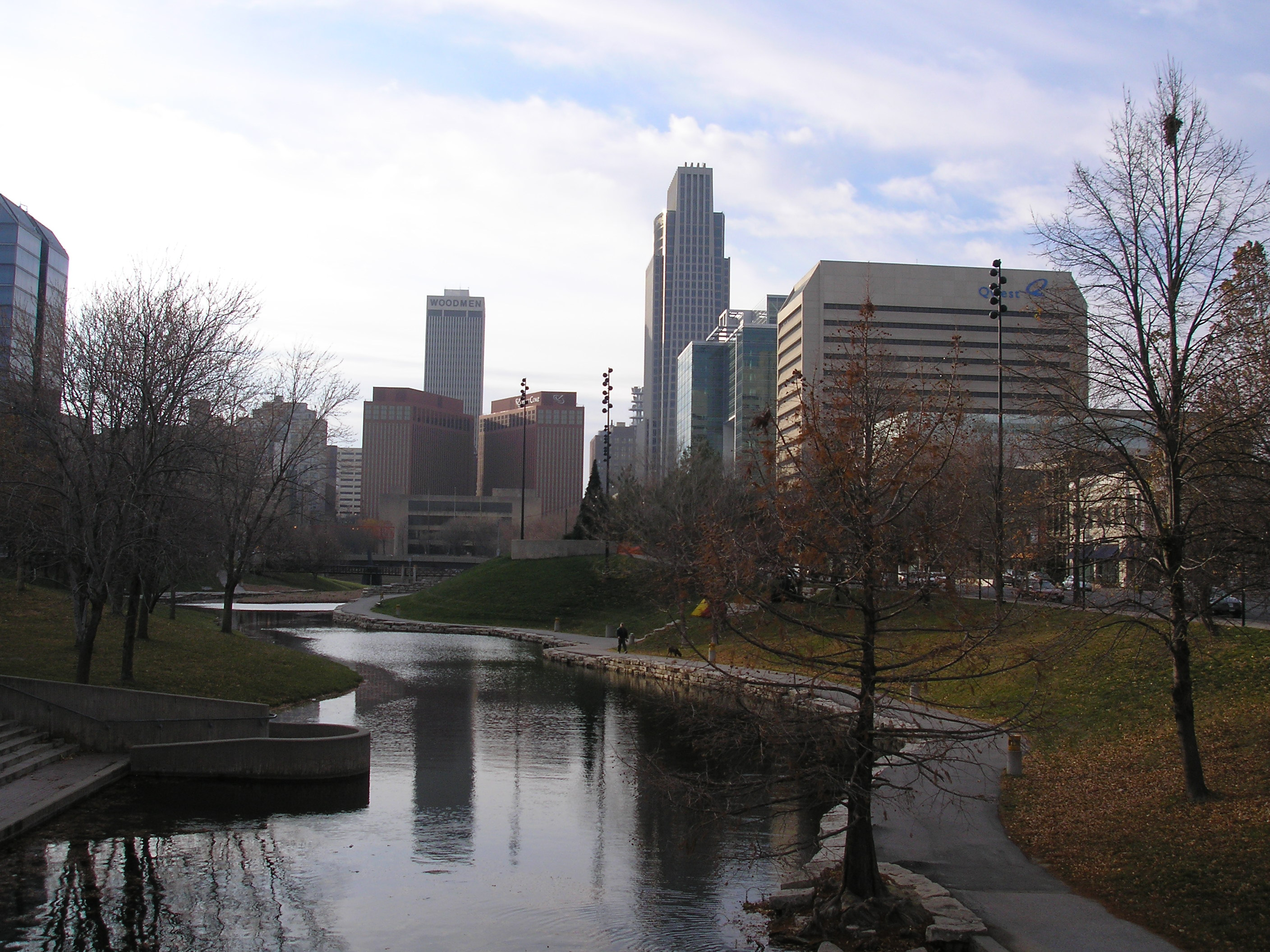
オマハ中心街。

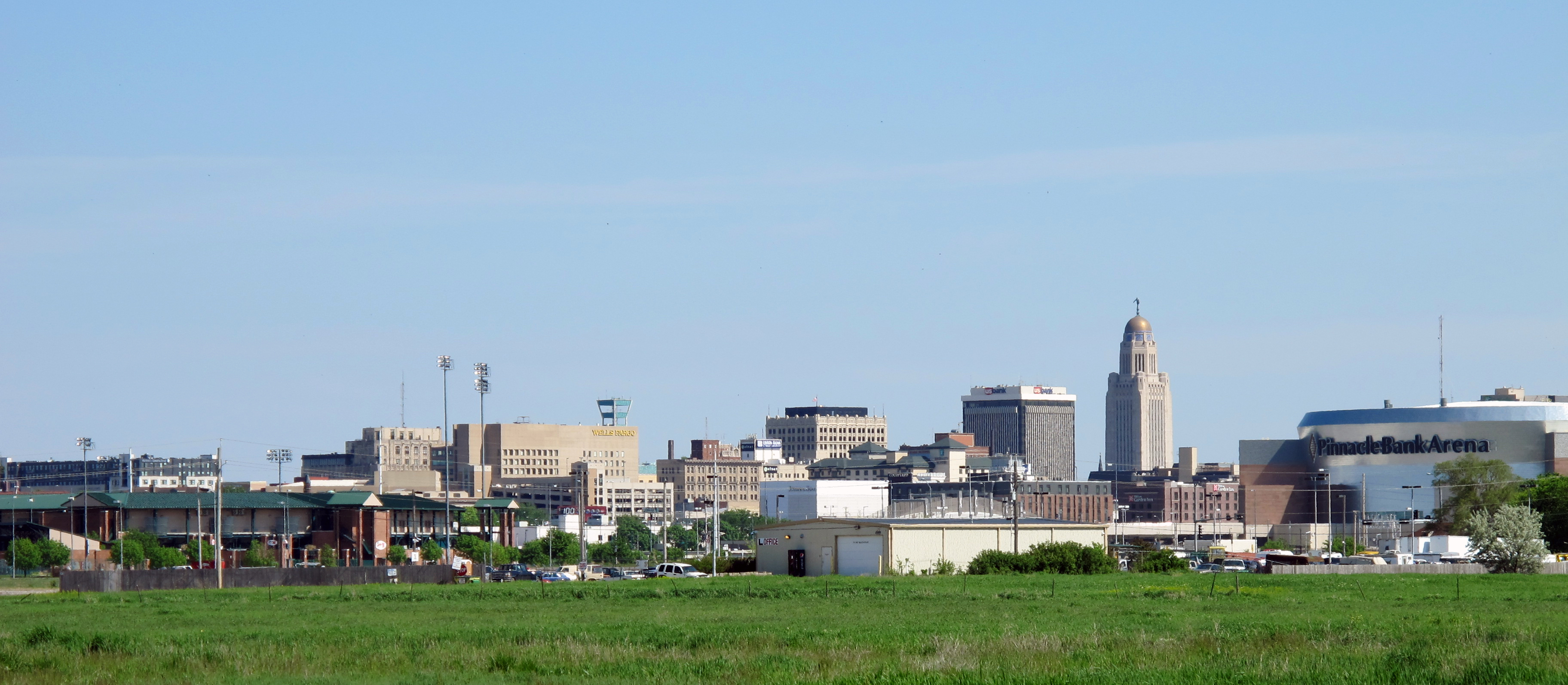
リンカーン中心街。

ネブラスカ州には2010年時点で530の都市と村があり、人口に応じて5段階の分類がある。各人口は統計局による2020年国勢調査のものである。

### 最大都市
市域人口100,000人以上
- オマハ - 486,051人
- リンカーン - 291,082人

市域人口10,000-99,999人
- ベルビュー - 64,176人
- グランドアイランド - 53,131人
- カーニー - 33,790人
- フリーモント - 27,141人
- ヘイスティングス - 25,152人
- ノーフォーク - 24,955人
- パピリオン - 24,159人
- コロンバス - 24,028人
- ノースプラット - 23,390人
- ラビスタ - 16,746人
- スコッツブラフ - 14,436人
- サウススーシティ - 14,043人
- ベアトリス - 12,261人
- レキシントン - 10,348人

### 都市圏
大都市圏
- オマハ・カウンシルブラフス - 967,604人（うちネブラスカ州内に844,871人）
- リンカーン - 340,217人
- アイオワ州スーシティ - 149,940人（うちネブラスカ州内に27,188人）

小都市圏
- グランドアイランド - 77,038人
- カーニー - 56,772人
- ノーフォーク - 48,744人
- ヘイスティングス - 39,529人
- スコッツブラフ - 37,893人
- フリーモント - 37,167人
- ノースプラット - 35,791人
- コロンバス - 34,296人
- ヘイスティングス - 31,205人
- レキシントン - 26,004人
- ベアトリス - 21,704人

オマハ・カウンシルブラフス・フリーモント広域都市圏（オマハ・カウンシルブラフス都市圏+フリーモント小都市圏、1,004,771人、うちネブラスカ州内に882,038人）、およびリンカーン・ベアトリス広域都市圏（リンカーン都市圏+ベアトリス小都市圏、361,291人）のネブラスカ州内の人口を合算すると1,243,329人となり、これは州の総人口の63.4%に相当する。
また、グランドアイランド、カーニー、およびヘイスティングスの3市は「トリ・シティ」を構成しており、これら3市の小都市圏の合計人口は165,015人となる。

## 経済
経済分析局は、2010年のネブラスカ州の総州生産高が898億米ドルと推計した。2004年の1人当たりの収入は合衆国内で25番目に多く、31,339米ドルであった。
かつて不毛の地 Great American Desert の一部とみなされ、開拓後にもダストボウルによって多くの農地が壊滅したこの州は、現在、代表的な農業州である。ネブラスカ州の住民は、大草原を牧場や農場に科学的な方法で転換した。
ネブラスカ州は広大な農牧地を抱え、牛肉・豚肉・トウモロコシ・大豆の生産で、国内のトップである。他の重要な経済的部門は、貨物輸送（鉄道及び貨物自動車）・製造業・電気通信・情報技術・保険が挙げられる。
2012年時点でネブラスカ州の失業率は4.3％である。

### 産業
粉末ジュースのクール・エイドは1927年にエドウィン・パーキンスがヘイスティングス市で発明した。ヘイスティングス市では毎年8月第2週の週末にクール・エイド・デイを祝っている。クール・エイドはネブラスカ州の公式飲料である。教材の「クリフスノーツ」はライジングシティのクリフトン・ヒルガスが開発した。ヒルガスはカナダの出版物「コールズノーツ」からヒントを得てその小冊子に応用した。
オマハ市には世界最大の投資持株会社バークシャー・ハサウェイ社がある。そのCEOウォーレン・バフェットは雑誌フォーブスの2009年長者番付でビル・ゲイツに次いで世界第2位になった。オマハ市には他にも、食品のコンアグラ、金融のミューチャル・オブ・オマハ、マーケティングのインフォUSA、投資のTDアメリトレード、アウトソーシングのウェストコーポレーション、農業機械のバルモント・インダストリーズ、保険のウッドメン・オブ・ザ・ワールド、キーウィット・コーポレーション、ユニオン・パシフィック鉄道がある。リンカーン市には、保険のUNIFIカンパニーズ、出版のサンドヒルズ・パブリッシング・カンパニー、ダンカン・アビエーションがある。衣料小売のバックルはカーニー市を本拠にしている。シドニー市にはアウトドア商品の専門小売業カベラズの国内本社がある。
ノースプラット市にあるユニオン・パシフィック鉄道のベイリー操車場は世界最大の操車場である。バイス・グリップ（ペンチ）は1924年にウィリアム・ピーターセンが発明し、デウィットで製造されていたが、2008年後半に工場が閉鎖され、中国に移された。
リンカーン市にあるカワサキ・モーターズ・マニュファクチャリングは、ジェットスキー、全地形万能車およびミュール製品を製造する世界唯一のカワサキの工場である。1,200人以上を雇用している。同社は1974年に自動二輪の製造を始めており、車両製造では初の米国進出を果たした外資企業である。ジャスト・イン・タイムを信条とした日本式のオペレーションは全米放映のテレビで取り上げられたこともあり当時成功事例として紹介された。
サンドヒルズにあるスペード・ランチは、ネブラスカ州最古かつ最大の牛肉加工工場である。

### 州税
ネブラスカ州は所得税について累進課税方式を採用している。所得がゼロから2,400米ドル未満までは2.56％、2,400米ドルから17,500米ドル未満までは 3.57％、17,500米ドルから27,000未満までは 5.12％、$27,000以上は 6.84％となっている。単一の納税者当たり標準控除額は5,700米ドルとなっている。個人の免税額は118米ドルである。
消費税は州税で5.5％である。州税に加えて幾つかの都市が消費税と使用税を課しており、その上限は1.5％である。郡としてはダコタ郡のみが消費税を加算している。州内の固定資産は、法によって免除されないかぎり課税対象である。1992年以降、個人の減価償却資産のみが課税対象であり、その他の個人資産は免税である。相続税は郡単位で徴収される。

## 交通

### 鉄道
ネブラスカ州は鉄道が盛んに利用された歴史がある。オマハに本社があるユニオン・パシフィック鉄道は、1862年太平洋鉄道法成立に続く1862年7月1日に法人化された。ノースプラットにあるベイリー操車場は世界最大の操車場である。最初の大陸横断鉄道が州内を通っている。
現在でも州内を運行されている鉄道として、アムトラック、BNSF鉄道、カナディアン・パシフィック鉄道、およびアイオワ州間鉄道がある。

### 道路と高規格道路
ネブラスカ州を通る州間高速道路
- 州間高速道路76号線西
- 州間高速道路80号線
- 州間高速道路129号線
- 州間高速道路180号線
- 州間高速道路480号線
- 州間高速道路680号線

ネブラスカ州を通るアメリカ国道
- アメリカ国道6号線
- アメリカ国道20号線
- アメリカ国道26号線
- アメリカ国道30号線
- アメリカ国道34号線
- アメリカ国道73号線
- アメリカ国道75号線
- アメリカ国道77号線
- アメリカ国道81号線
- アメリカ国道83号線
- アメリカ国道136号線
- アメリカ国道138号線
- アメリカ国道159号線
- アメリカ国道183号線
- アメリカ国道275号線
- アメリカ国道281号線
- アメリカ国道283号線
- アメリカ国道385号線

## 政治
ネブラスカ州政府は1875年に採択されたネブラスカ州憲法の下で運営されている。行政、立法および司法の三権分立制である。

### 行政府
行政府の首長はネブラスカ州知事であり、現職はジム・ピレン である。その他選挙で選ばれる役職として、副知事、検事総長、州務長官、州財務官、州監査官がある。全て4年間任期である。

### 立法府
ネブラスカ州はもともと他州同様に二院制を採用していたが、1934年の州憲法改正によって下院が廃止され、国内唯一の一院制の州となった。この経緯により、州議会議員の職名は、他州や連邦では上院議員を示す Senator である。
また、ネブラスカ州議会は非政党制を標榜しており、議員は政党に所属しないことが建前となっている。他州や連邦では党別に行われる予備選挙も、単一の選挙として行われ、上位二名が本選に進出する。しかしながら、非公式には各議員が共和党と民主党のいずれかに色分けされている。議長や委員会委員長も議員全体の中から選ばれるので、どの党からも選ばれる可能性がある。
他の特徴としては、知事の拒否権を覆すのに必要な票数が3/5の多数であり、他州で一般的な2/3より少ない点が挙げられる。
ネブラスカ州議会は1922年から1932年に建設された3代目の州会議事堂で議事を行っている。バートラム・G・グッドヒューが設計し、インディアナ州の石灰岩を用いて建設され、その基礎は正方形に収まっている。この基礎から高さ400フィート (120 m) のドームが立ち上がっている。高さ19フィート (5.8 m) の銅像、農業を表すゴールデン・ソウアが議事堂の頂点に立っている。この議事堂は建築上の傑作と見なされ、アメリカ建築学会にも認められてきた。

### 司法府
ネブラスカ州の司法制度は一元管理されている。ネブラスカ州最高裁判所は州内全ての裁判所に対して管理権限がある。全てのレベルの判事の選出にはミズーリ・プランを用いている。下級裁判所は郡裁判所であり、その上に12の地区裁判所がある。控訴裁判所は地区裁判所、少年裁判所および労働者賠償裁判所からの控訴案件を審問する。最高裁判所が最終控訴裁判所である。
2008年、ネブラスカ州最高裁判所は、唯一の死刑執行手段とされている電気処刑が州憲法に抵触するという裁定を下した。翌年の州内では実際の死刑判決が無かった。2009年5月、議会は死刑執行手段を薬剤処刑に変更する法案を成立させ、知事の署名によって成立した。ネブラスカ州は死刑執行を行うことが少なく、21世紀に入ってからは1件も行われていない。過去数十年間で死刑の一時停止あるいは完全な撤廃も検討されてきている。

### 連邦政府との関係

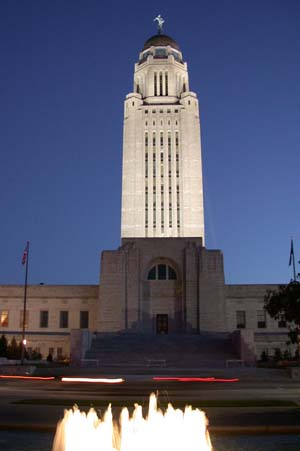
リンカーン市にあるネブラスカ州会議事堂

ネブラスカ州から連邦議会上院議員に選出されている2人は、2023年時点で共に共和党員である。
連邦議会下院には3人を選出しており、2023年時点で共和党が3議席全てを占有している。
大統領選挙の選挙人は別々の候補者に投票することを認められている。これはメイン州と共に2州しか無い特例である。1991年の法では選挙人5人のうち2人が州全体の勝者に投票し、残り3人は選挙区（連邦議会下院議員を選ぶ選挙区に相当）で最高得票を得た候補者に投票することとされた。

### 政治
ネブラスカ州はその歴史の大半を通じて共和党の堅い基盤である。1940年以降の大統領選挙では、1964年に民主党のリンドン・B・ジョンソンを選んだ以外、全て共和党候補を選んできた。2004年大統領選挙では共和党のジョージ・W・ブッシュが投票数の65.9％を獲得し、対立候補に33％の差を付け、5人の選挙人全てを獲得した。インディアンが住民の過半数を占めるサーストン郡のみが民主党のジョン・ケリーを選んだ。2008年の大統領選挙では、共和党のジョン・マケインが州全体を制して選挙人票2票と連邦議会下院第1、第3選挙区を制してさらに2票を獲得したが、オマハ市のある第2選挙区はバラク・オバマが制し、選挙人票1票を獲得した。このように選挙人票が複数の候補者に割れたのは初めてのことだった。また、2020年の大統領選挙でも同様の事が起こり、共和党候補のドナルド・トランプが州全体の選挙人票2票と連邦議会下院第1、第3選挙区の選挙人票2票の合計4票、民主党候補のジョー・バイデンが第2選挙区の選挙人票1票を得た。
ネブラスカ州の政界は共和党が中心となってきたが、州や連邦の役職には二大政党の中道派を選んできた伝統もある。
元大統領のジェラルド・フォードはミシガン州住人だが、ネブラスカ州生まれだった。イリノイ州生まれのウィリアム・ジェニングス・ブライアンはネブラスカ州から下院議員となり、民主党から3度大統領選挙に出馬したが、当選を果たさなかった。

## 教育

### 単科及び総合大学
- ネブラスカ大学システム
  - ネブラスカ大学リンカーン校（本部）
  - ネブラスカ大学カーニー校
  - ネブラスカ大学オマハ校
  - ネブラスカ大学医療センター
  - ネブラスカ大学工業農業カレッジ
- ネブラスカ州立カレッジシステム
  - シャドロン州立カレッジ
  - ペルー州立カレッジ
  - ウェイン州立カレッジ
- コミュニティカレッジ
  - セントラル・コミュニティカレッジ
  - リトルプリースト部族カレッジ
  - メトロポリタン・コミュニティカレッジ
  - ミッド・プレーンズ・コミュニティカレッジ
  - ネブラスカ・インディアン・コミュニティカレッジ
  - 北東コミュニティカレッジ
  - 南東コミュニティカレッジ
  - 西ネブラスカ・コミュニティカレッジ
- 私立のカレッジと大学
  - ベルビュー大学
  - クラークソン・カレッジ
  - カレッジ・オブ・セントメアリー
  - コンコーディア大学
  - クレイトン大学
  - ドーン・カレッジ
  - グレース大学
  - ヘイスティングス・カレッジ
  - ミッドランド大学
  - ネブラスカ・クリスチャン・カレッジ
  - ネブラスカ・メソジスト・カレッジ
  - ネブラスカ・ウェズレアン・カレッジ
  - サミット・クリスチャン・カレッジ
  - ユニオン・カレッジ
  - ヨーク・カレッジ

### スポーツチーム
- ネブラスカ・コーンハスカーズ、ネブラスカ大学リンカーン校のスポーツチーム名
- オマハ・ストームチェイサーズ、マイナーリーグ（カンザスシティ・ロイヤルズ傘下AAA級）のプロ野球チーム
- リンカーン・ソルトドッグス、独立リーグ（アメリカン・アソシエーション）のプロ野球チーム
- クレイトン・ブルージェイズ、クレイトン大学のスポーツチーム名
- オマハ・ビーフ、屋内アメリカンフットボール
- リンカーン・スターズ、ジュニアのアイスホッケーリーグ

## その他

### ネブラスカ州出身の有名人
- ネブラスカ州出身の有名人（英文）

- フレッド・アステア - 俳優
- リッチー・アシュバーン - 野球選手 (アメリカ野球殿堂表彰者)
- ピート・アレクサンダー - 野球選手 (アメリカ野球殿堂表彰者)
- ゲーリー・オブライト - プロレスラー
- バディ・カーライル - 野球選手
- ホルヘ・ガルシア - 俳優
- ボブ・ギブソン - 野球選手 (アメリカ野球殿堂表彰者)
- ジェイミー・キング - 女優
- テリー・グッドカインド - 作家
- ローレンス・クライン - 経済学者
- ソール・クリプキ - 哲学者
- モンゴメリー・クリフト - 俳優
- サム・クロフォード - 野球選手 (アメリカ野球殿堂表彰者)
- キップ・グロス - 野球選手
- ジェームズ・コバーン - 俳優
- ビリー・サウスワース - 野球選手 (アメリカ野球殿堂表彰者)
- スティング - プロレスラー
- ヘレン・ステッター - ネブラスカ州史上2番目の長寿者
- ジョエル・ステビンス - 天文学者
- リチャード・ストルツマン - クラリネット奏者
- ニコラス・スパークス - 作家
- ヒラリー・スワンク - 女優
- エリオット・スミス - シンガーソングライター
- スティーブ・ジェナム-元総合格闘家。警察官
- セオドア・C・ソレンセン - 作家
- ディック・チェイニー - 政治家
- ロバート・テイラー - 俳優
- テッド・デビアス - プロレスラー
- ランディ・マイズナー - ミュージシャン
- ニック・ノルティ - 俳優
- ラファイエット・ロナルド・ハバード - 小説家
- ウォーレン・バフェット - 投資家
- ハワード・ハンソン - 作曲家
- マイケル・リー・ファーキンス - ミュージシャン
- ジェラルド・フォード - 第38代アメリカ合衆国大統領
- ジェイ・フォレスター - 情報工学者
- ヘンリー・フォンダ - 俳優
- ジョイス・ブランド - イラストレーター
- マーロン・ブランド - 俳優
- ウェイド・ボッグス - 野球選手 (アメリカ野球殿堂表彰者)
- チャーリー・マンガー - 投資家
- ガブリエル・ユニオン - 女優
- エド・ルシェ - 画家
- マドレイン・M・レイニンガー - 看護学者
- ハロルド・ロイド - 俳優
- アンディ・ロディック - テニス選手
- 311-バンド

### 州の象徴など
- 州の鳥 - ニシマキバドリ
- 州の木 - コットンウッド

### 日本の姉妹都市
- 静岡県静岡市 - オマハ市
- 熊本県菊池郡大津町‐ヘイスティングズ市　アラパホ